# Обсерваторія Карла Шварцшильда
Обсерваторія ім. Карла Шварцшильда(нім. Thüringer Landessternwarte Tautenburg («Karl Schwarzschild» Tautenburg)) — астрономічна обсерваторія, заснована в 1960 році Німецькою академією. Обсерваторія була названа на честь фізика та астронома — Карла Шварцшильда. В 1992 році обсерваторія була реорганізована і отримала назву Тюрінгської обсерваторії в Тотенбурґзі (нім. Thüringer Landessternwarte Tautenburg). Обсерваторія розташована в Німеччині, в комуні Тотенбурґ (за 10 км на північний схід від Єна).

## Відкриття

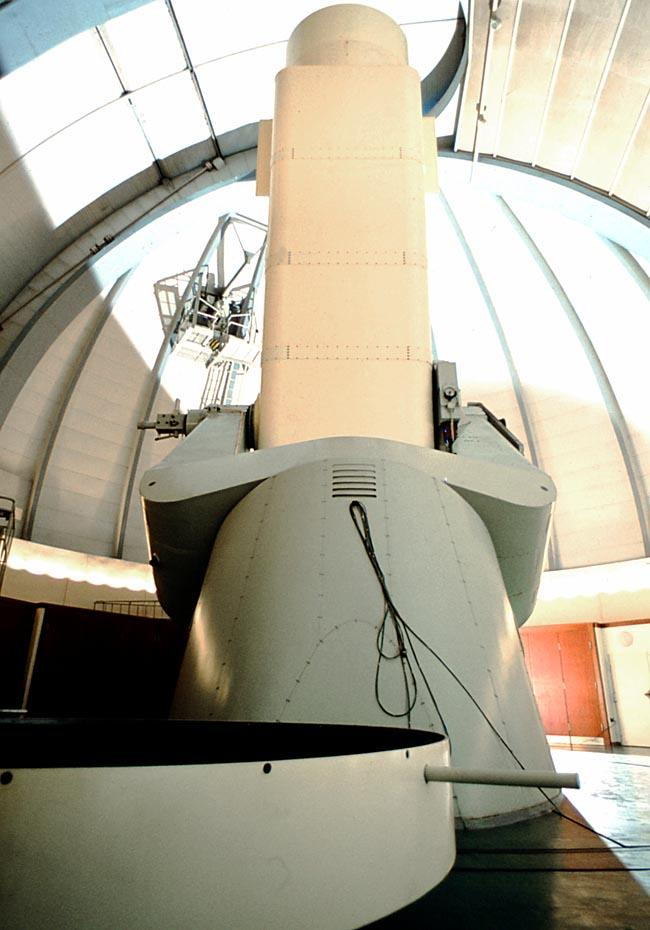
Alfred-Jensch-Teleskop

В обсерваторії були відкрито велике число астероїдів.
17 травня 2005 року була відкрита екзопланета, яка обертається навколо зірки HD 13189.